# Synute
Synute is een geslacht van sponsdieren uit de klasse van de Calcarea (kalksponzen).

## Soort
- Synute pulchella Dendy, 1892